# Egely-kerék
Az Egely-kerék áltechnológiai eszköz. A „feltalálójáról”, az áltudományos nézeteiről ismert Egely Györgyről kapta nevét 1994-ben. Egely azt állítja, hogy a kerekét a „vitalitás” vagy „életenergia” forgatja, de ennek létezését tudományosan bizonyítani illetve független kísérletekben mérni lehetetlen, tekintve, hogy Egely nem ad szabatos, szakszerű definíciót arra, hogy mi a vitalitás. A szkeptikusok a forgást a kéz hőhatásával magyarázzák, Egely állítása szerint azonban a kerék forgását „nem az eddig már ismert hatások (pl. hőáramlás, elektromágneses energia) okozzák”.
A „feltaláló” az Egely-kerék által mért értéket „VQ (vitalitás-kvóciensnek)” vagy „vitalitás” hányadosnak nevezte el, melyet „a készülék 0% és 400% közötti értéktartományban jelez és mely arányos a kerék percenkénti fordulatszámával”.
Egy tanulmány tételesen cáfolja Egely György állításait. A tanulmányból kiderül, hogy viszonylag egyszerűen elvégezhető kísérletekkel bizonyítható, hogy az Egely-kerék nem „életenergiát”, hanem a tenyérből sugárzó testhőt mér. A kerék forgásra bírható kéz hőmérsékletére felmelegített vasalóval is, aminek nyilvánvalóan nincsen vitalitása. Ha viszont a kerék fölé egy légáramlást gátló lapot teszünk (mely az oldalról, a kéz felől érkező „életenergia” áramlását nem befolyásolja), a kerék nem forog. Egelynek a tanulmány szerzőjével folytatott levelezése nem cáfolja a kísérletek eredményét, és az ezekből levonható következtetéseket.